# Martina Geisler
Martina Geisler (* 12. Juni 1986) ist eine österreichische Skirennläuferin. Ihre stärkste Disziplin ist der Riesenslalom. Ihre Karriere wurde mehrfach durch Verletzungen unterbrochen.

## Biografie
Erste Erfolge gelangen Geisler im Jahr 1999, als sie den Riesenslalom beim Trofeo Topolino gewann und in derselben Disziplin Österreichische Schülermeisterin wurde. Zwei Jahre später wurde sie Zweite im Riesenslalom bei der Schülerweltmeisterschaft 2001 in Whistler und erneut Österreichische Schülermeisterin. Im Dezember 2001 nahm die damals 15-Jährige erstmals an FIS-Rennen teil und bereits im Februar 2002 konnte sie das erste dieser Rennen gewinnen. Ende Januar 2003 gewann sie beim Europäischen Olympischen Winter-Jugendfestival in Bled die Silbermedaille im Slalom hinter der Norwegerin Lene Løseth und kurz darauf wurde sie in ihrer Altersklasse Österreichische Jugendmeisterin im Riesenslalom, im Slalom und in der Kombination. Ende März erreichte sie bei den Österreichischen Meisterschaften 2003 den dritten Platz im Riesenslalom. Daraufhin wurde sie in den Nachwuchskader des Österreichischen Skiverbandes aufgenommen und stieg ein Jahr später in den B-Kader auf.
Seit Januar 2004 startet Geisler im Europacup. In ihrem fünften Rennen fuhr sie erstmals unter die besten zehn und zu Saisonende verpasste sie mit Rang vier im Riesenslalom in der Sierra Nevada nur knapp ihren ersten Podestplatz. Bei den Juniorenweltmeisterschaften 2004 erreichte sie Platz elf im Super-G, zudem wurde sie erneut Österreichische Jugendmeisterin im Riesenslalom. In der Europacupsaison 2004/05 fuhr Geisler fünfmal unter die besten zehn und erreichte mit Platz drei im Super-G von Reinswald/Sarntal ihren ersten Podestplatz. In der Abfahrts- und Super-G-Wertung belegte sie damit jeweils den achten Platz, in der Gesamtwertung Rang 13. Bei den Juniorenweltmeisterschaften 2005 startete sie nur in der Abfahrt und belegte Platz 22. In der Saison 2005/06 erreichte sie weitere zwei Top-10-Plätze im Europacup, ehe sie im Februar einen Kreuzbandriss erlitt und die Saison vorzeitig beenden musste.
Im Comebackwinter 2006/07 konnte Geisler nicht an ihre bisherigen Leistungen anschließen und kam in keinem Europacuprennen unter die besten 30. In der nächsten Saison ging es wieder aufwärts. Bereits im ersten Riesenslalom in Levi fuhr sie auf Platz sieben und am 7. Jänner 2008 erreichte sie den zweiten Platz im Riesenslalom von Turnau. Kurz darauf kam sie im Slalom von Maribor zu ihrem ersten Weltcupeinsatz, bei dem ihr allerdings die Qualifikation für den zweiten Lauf nicht gelang. Im Februar 2008 erlitt Geisler ihre zweite schwere Verletzung, einen Schienbeinbruch im linken Bein, weshalb die Saison für sie zu Ende war. Auch im gesamten nächsten Winter konnte sie an keinen Rennen teilnehmen.
Das erfolgreiche Comeback gelang ihr am 28. November 2009, als sie im ersten Rennen nach ihrer langen Verletzungspause überraschend den Europacup-Riesenslalom in Funäsdalen gewinnen konnte. Im Dezember 2009 startete Geisler wieder in zwei Riesenslaloms im Weltcup, scheiterte aber in beiden an der Qualifikation für den zweiten Durchgang. Weitere Weltcupstarts folgten bisher nicht. In den nächsten zwei Jahren kam sie neben FIS-Rennen ausschließlich im Europacup zum Einsatz. In der Saison 2009/10 erreichte sie den vierten und in der Saison 2010/11 den sechsten Platz in der Riesenslalomwertung.

## Erfolge

### Europacup
- Saison 2004/05: 8. Abfahrtswertung, 8. Super-G-Wertung
- Saison 2009/10: 4. Riesenslalomwertung
- Saison 2010/11: 6. Riesenslalomwertung
- 4 Podestplätze, davon 1 Sieg:

| Datum             | Ort        | Land     | Disziplin    |
| ----------------- | ---------- | -------- | ------------ |
| 28. November 2009 | Funäsdalen | Schweden | Riesenslalom |

### Juniorenweltmeisterschaften
- Maribor 2004: 11. Super-G, 33. Abfahrt
- Bardonecchia 2005: 22. Abfahrt

### Weitere Erfolge
- 4 Siege in FIS-Rennen